# Bielefeld-Gesetz
Das Gesetz zur Neugliederung der Gemeinden und Kreise des Neugliederungsraumes Bielefeld (Bielefeld-Gesetz), das am 28. September 1972 vom nordrhein-westfälischen Landtag beschlossen wurde, beinhaltet die Gebietsreform für einen Großteil des nördlichen und mittleren Regierungsbezirks Detmold auf Ebene der Gemeinden und Kreise. Aus dem Regierungsbezirk Münster kam die neue Stadt Harsewinkel zum Regierungsbezirk Detmold. Das Gesetz trat am 1. Januar 1973 in Kraft.

## Kurzbeschreibung
| I. Abschnitt     | Gebietsänderungen im Bereich der Gemeinden |
| ---------------- | --- |
| § 1              | Zusammenschluss der Städte Bielefeld, Brackwede, Sennestadt sowie der Gemeinden Gadderbaum, Senne I, Babenhausen, Großdornberg, Hoberge-Uerentrup, Kirchdornberg, Niederdornberg-Deppendorf, Altenhagen, Brake, Brönninghausen, Heepen, Hillegossen, Lämershagen-Gräfinghagen, Milse, Oldentrup, Ubbedissen, Jöllenbeck, Theesen, Vilsendorf und Schröttinghausen zur neuen Stadt Bielefeld; Auflösung des Kreises Bielefeld und der Ämter Dornberg, Heepen und Jöllenbeck |
| § 2              | Zusammenschluss der Stadt Halle (Westf.) und der Gemeinden Bokel, Hesseln, Hörste, Kölkebeck und Künsebeck zur neuen Stadt Halle (Westf.); Auflösung des Amtes Halle |
| § 3              | Zusammenschluss der Gemeinden Amshausen, Brockhagen und Steinhagen zur neuen Gemeinde Steinhagen |
| § 4              | Zusammenschluss der Stadt Versmold und der Gemeinden Bockhorst, Hesselteich, Loxten, Oesterweg und Peckeloh zur neuen Stadt Versmold; Auflösung des Amtes Versmold |
| § 5              | Zusammenschluss der Stadt Werther (Westf.) und der Gemeinden Häger, Rotenhagen, Rotingdorf und Theenhausen zur neuen Stadt Werther (Westf.); Auflösung des Amtes Werther |
| § 6              | Zusammenschluss der Stadt Harsewinkel und der Gemeinden Greffen und Marienfeld zur neuen Stadt Harsewinkel; Auflösung des Amtes Harsewinkel |
| § 7              | Zusammenschluss der Stadt Lübbecke und der Gemeinden Alswede, Blasheim, Eilhausen, Gehlenbeck und Nettelstedt zur neuen Stadt Lübbecke; Auflösung des Amtes Gehlenbeck und des Amtes Alswede |
| § 8              | Zusammenschluss der Stadt Espelkamp und der Gemeinden Fabbenstedt, Frotheim, Fiestel, Gestringen, Isenstedt, Schmalge und Vehlage, zur neuen Stadt Espelkamp; Auflösung des Amtes Alswede |
| § 9              | Zusammenschluss der Gemeinden Ahlsen-Reineberg, Bröderhausen, Büttendorf, Holsen, Huchzen, Hüllhorst, Oberbauerschaft, Schnathorst und Tengern zur neuen Gemeinde Hüllhorst; Auflösung des Amtes Hüllhorst |
| § 10             | Zusammenschluss der Stadt Preußisch Oldendorf und der Gemeinden Börninghausen, Engershausen, Getmold, Harlinghausen, Holzhausen, Offelten, Schröttinghausen, Hedem und Lashorst zur neuen Stadt Preußisch Oldendorf; Auflösung des Amtes Preußisch Oldendorf |
| § 11             | Zusammenschluss der Gemeinden Kleinendorf, Preußisch Ströhen, Rahden, Sielhorst, Tonnenheide, Varl und Wehe zur neuen Stadt Rahden; Auflösung des Amtes Rahden |
| § 12             | Zusammenschluss der Gemeinden Arrenkamp, Dielingen, Drohne, Haldem, Oppendorf, Oppenwehe, Wehdem, Westrup, Destel, Levern, Niedermehnen, Sundern und Twiehausen zur neuen Gemeinde Stemwede; Auflösung der Ämter Dielingen-Wehdem und Levern |
| § 13             | Eingliederung der Gemeinden Bölhorst, Dützen, Haddenhausen, Häverstädt, Hahlen, Kutenhausen, Päpinghausen, Stemmer, Todtenhausen, Aminghausen, Dankersen, Leteln und Meißen in die Stadt Minden; Auflösung des Amtes Dützen |
| § 14             | Zusammenschluss der Gemeinden Oberlübbe, Rothenuffeln, Unterlübbe, Eickhorst, Hartum, Hille, Holzhausen II, Nordhemmern und Südhemmern zur neuen Gemeinde Hille; Auflösung des Amtes Hartum |
| § 15             | Zusammenschluss der Städte Petershagen und Schlüsselburg sowie der Gemeinden Buchholz, Eldagsen, Friedewalde, Großenheerse, Hävern, Maaslingen, Meßlingen, Ovenstädt, Südfelde, Bierde, Döhren, Frille, Gorspen-Vahlsen, Heimsen, Ilse, Ilserheide, Ilvese, Jössen, Lahde, Neuenknick, Quetzen, Raderhorst, Rosenhagen, Seelenfeld, Wasserstraße, Wietersheim und Windheim zur neuen Stadt Petershagen; Auflösung der Ämter Petershagen und Windheim                       |
| § 16             | Zusammenschluss der Stadt Hausberge und der Gemeinden Barkhausen, Costedt, Eisbergen, Holtrup, Holzhausen, Kleinenbremen, Lerbeck, Lohfeld, Möllbergen, Nammen, Neesen, Veltheim, Vennebeck und Wülpke zur neuen Stadt Porta Westfalica; Auflösung des Amtes Hausberge |
| § 17             | Zusammenschluss der Stadt Bad Oeynhausen und der Gemeinden Dehme, Eidinghausen, Lohe, Rehme, Volmerdingsen, Werste und Wulferdingsen zur neuen Stadt Bad Oeynhausen; Auflösung des Amtes Rehme |
| § 18             | Eingliederung der Gemeinde Uffeln in die Stadt Vlotho |
| II. Abschnitt    | Gebietsänderungen im Bereich der Kreise |
| § 19             | Zusammenfassung der Gemeinden Borgholzhausen, Gütersloh, Halle (Westf.), Harsewinkel, Herzebrock, Langenberg, Rheda-Wiedenbrück, Rietberg, Schloß Holte-Stukenbrock, Steinhagen, Verl, Versmold und Werther zum neuen Kreis Gütersloh; Auflösung der Kreise Halle (Westf.) und Wiedenbrück |
| § 20             | Zusammenfassung der Gemeinden Augustdorf, Bad Salzuflen, Barntrup, Blomberg, Detmold, Dörentrup, Extertal, Horn-Bad Meinberg, Kalletal, Lage, Lemgo, Leopoldshöhe, Lügde, Oerlinghausen, Schieder-Schwalenberg und Schlangen zum neuen Kreis Lippe; Auflösung der Kreise Detmold und Lemgo |
| § 21             | Zusammenfassung der Gemeinden Bad Oeynhausen, Espelkamp, Hille, Hüllhorst, Lübbecke, Minden, Petershagen, Porta Westfalica, Preußisch Oldendorf, Rahden und Stemwede zum neuen Kreis Minden-Lübbecke; Auflösung der Kreise Lübbecke und Minden |
| III. Abschnitt   | Schlussbestimmungen |
| § 22             | Bestätigung bzw. Abänderung bereits bestehender Gebietsänderungsverträge und Bestimmungen der Aufsichtsbehörden |
| § 23             | Bestimmungen zur Einrichtung von Stadtbezirken auf dem Gebiet der Stadt Bielefeld |
| § 24             | Bestimmungen zu Personalvertretungen und -kommissionen |
| § 25             | Einzelne Bestimmungen für die Städte Minden und Vlotho sowie für die Kreise Herford und Warendorf |
| § 26             | Bestimmungen zum Landesverband Lippe |
| § 27             | Neuordnung der Gerichtsbezirke Amtsgericht Bielefeld, Amtsgericht Halle (Westf.), Amtsgericht Lübbecke, Amtsgericht Rahden, Amtsgericht Minden, Amtsgericht Petershagen, Amtsgericht Bad Oeynhausen und Amtsgericht Warendorf. Aufhebung des Amtsgerichts Vlotho |
| § 28             | Inkrafttreten |
| Anlagen 1 bis 21 | |
|                  | Im Gebietsänderungsvertrag zwischen den Kreisen Detmold und Lemgo (Anlage 20) wird unter anderem vereinbart, dass der Sitz des Landesverbandes Lippe von Detmold nach Lemgo verlegt werden soll als Ausgleich für den Lemgoer Verlust des Sitzes der Kreisverwaltung. |